# Łysa Góra (Litwa)
Łysa Góra (lit. Plikakalnis) – kolonia na Litwie, w okręgu wileńskim, w rejonie wileńskim, w gminie Bezdany, przy linii kolejowej Nowa Wilejka – Turmont.
Dawniej uroczysko.